# أناتوتيتان
أناتوتيتان (بالإنجليزية:Anatotitan) ومعناها «البطة الكبيرة» هي أحد أجناس ديناصور الأورنيثوبودات آكلة العشب والنباتات. ظهرت نهاية العصر الطباشيري فيما يسمى الآن أمريكا الشمالية. وجدت أحفورات الأناتوتيتان طبقات «هيل كريج» و «طبقات لانس» التي تشكل الثلاثة ملايين سنة الأخيرة من العصر الطباشيري (68 مليون سنة) والتي حدث بعدها انقراض العصر الطباشيري-الثلاثي (65 مليون سبقت).
يعرف هذا النوع من الديناصورات من ستة عينات على الأقل تمثل جنسين منها، عثر عليها في ولايتي ساوث داكوتا ومونتانا بأمريكا الشمالية. ومن ضمن تلك الأحفورات هياكل كاملة كما وجدت جماجمها في حالة جيدة. كان الأناتوتيتان حيوان كبير يصل طوله 12 متر، ويتميز بجمجمة مفطحة طويلة. وهو يتميز بشكل واضح لمنقار البطة وهي من مميزات الهادروصوريات آكلة العشب والنباتات.

## وصفه
كان طول أول أناتوتيتان يدرس نحو 12 متر ويبلغ طول رأسه 18و1 متر وقام بدراسته العالم «إدوارد كوب».
 ثم صححت دراسة تالية تلك المعلومات فأصبح تقدير طول جسم الأناتوتيتان 8و8 متر وصاحب هذه الدراسة هو العالم [رتشارد سوان" بسبب أن عددا كبيرا من الفقرات والعظام الأخرى كانت قد تكسرت في الماضي وطرف الذيل كان مفقودا.
ثم اكتشف هيكل آخر يعرض الآن واقفا بجانب الهيكل الأول. ويبلغ طوله 1و9 متر وارتفاع رأسه عن الأرض نحو 2و5 
وتدل بعض الهياكل الأخرى أن الأناتوتيتينا قد يصل إلى 12 متر طولا.
 وقد يبلغ وزن 3و3 طن.

الجمجمة شكلها مسنطيل والفم عريض. وقد قارن العالم «كوب» الرأس برأس الأوزة من الجانب والفم عريض عند رؤيته من أعلى في شكل الملعقة.
 وكان الرأس طويلا ومنخفضا بالمقارنة بالحيوانات الأخرى من فصيلة هادروصوريد. الفم من دون أسنان وأطول من فم أي نوع من الهادروصور.

## وصلات خارجية
- The Dinosaur Encyclopaedia 4.0, 1999 (webarchive)
- Dinosauria.com

## اقرأ أيضا
- صوروبسيدا

&ليبيدوصوريات
- تيرانوصور
- ديناصور
- تريسراتبس
- أنكيلوصوريات
- جيجانتوصور
- سبينوصور الديناصور المصري
- بحرية صور
- ديناصور ذو ريش
- الطيور